# Stazione di Oberhausen Centrale
La stazione di Oberhausen Centrale (in tedesco Oberhausen Hbf) è la principale stazione ferroviaria della città tedesca di Oberhausen.

## Movimento

### Trasporto regionale e S-Bahn
La stazione è servita dalle linee RegioExpress RE 5 e RE 19, dalle linee regionali RB 35, RB 36 e RB 44, e dalle linee S 2 e S 3 della S-Bahn.

### Esplicative
1. ↑  abbreviazione di Oberhausen Hauptbahnhof, letteralmente "Oberhausen stazione principale"

### Bibliografiche
1. ↑   Schnellverkehrsplan VRR (PDF), su vrr.de. URL consultato il 4 maggio 2019 (archiviato dall'url originale il 15 dicembre 2017).